# Pyrausta janiralis
Pyrausta janiralis là một loài bướm đêm trong họ Crambidae.